# Serie A2 2021-2022 (pallamano femminile)
Il campionato italiano 2021-2022 di pallamano femminile di Serie A2 vede 36 squadre iscritte Le squadre sono state divise in 2 gironi da 8 squadre e altri 2 da 10 squadre, comprese le squadre riserva. Le prime 2 di ogni girone accedono ai play-off per determinare la vincitrice e la squadra promossa. 

## Girone A
Fonte: sito ufficiale FIGH
|  | Pos. | Squadra             | Pt | G  | V  | N | S  | GF  | GS  | D    | Note    |
|  | ---- | ------------------- | -- | -- | -- | - | -- | --- | --- | ---- | ------- |
|  | 1.   | Venplast Dossobuono | 28 | 14 | 14 | 0 | 0  | 489 | 233 | +256 | Playoff |
|  | 2.   | Leonessa Brescia    | 24 | 14 | 12 | 0 | 2  | 379 | 264 | +135 | Playoff |
|  | 3.   | Cassano Magnago B   | 20 | 14 | 10 | 0 | 4  | 367 | 317 | +50  |         |
|  | 4.   | Leno B              | 14 | 14 | 7  | 0 | 7  | 412 | 378 | +34  |         |
|  | 5.   | Città del Redentore | 12 | 14 | 6  | 0 | 8  | 358 | 341 | +17  |         |
|  | 6.   | Lions Sassari       | 8  | 14 | 4  | 0 | 10 | 340 | 418 | -78  |         |
|  | 7.   | Pol. Ferrarin       | 6  | 14 | 3  | 0 | 11 | 275 | 386 | -111 |         |
|  | 8.   | Selargius (-3)      | -3 | 14 | 0  | 0 | 14 | 238 | 521 | -182 |         |

## Girone B
Fonte: sito ufficiale FIGH
|  | Pos. | Squadra           | Pt | G  | V  | N | S  | GF  | GS  | D    | Note    |
|  | ---- | ----------------- | -- | -- | -- | - | -- | --- | --- | ---- | ------- |
|  | 1.   | Bruneck           | 36 | 18 | 18 | 0 | 0  | 619 | 358 | +261 | Playoff |
|  | 2.   | Schenna           | 32 | 18 | 16 | 0 | 2  | 617 | 371 | +246 | Playoff |
|  | 3.   | Laugen            | 26 | 18 | 13 | 0 | 5  | 565 | 423 | +142 |         |
|  | 4.   | Brixen Südtirol B | 24 | 18 | 12 | 0 | 6  | 487 | 412 | +75  |         |
|  | 5.   | Oderzo            | 18 | 18 | 9  | 0 | 9  | 498 | 477 | +21  |         |
|  | 6.   | Taufers           | 14 | 18 | 7  | 0 | 11 | 434 | 411 | +23  |         |
|  | 7.   | Arcobaleno (-3)   | 13 | 18 | 8  | 0 | 10 | 479 | 460 | +19  |         |
|  | 8.   | CUS Udine         | 10 | 18 | 5  | 0 | 13 | 412 | 477 | -65  |         |
|  | 9.   | Besenello (-3)    | 1  | 18 | 2  | 0 | 16 | 346 | 673 | -327 |         |
|  | 10.  | Algund            | 0  | 18 | 0  | 0 | 18 | 305 | 699 | -394 |         |

## Girone C
Fonte: sito ufficiale FIGH
|  | Pos. | Squadra              | Pt | G  | V  | N | S  | GF  | GS  | D    | Note    |
|  | ---- | -------------------- | -- | -- | -- | - | -- | --- | --- | ---- | ------- |
|  | 1.   | Tushe Prato          | 35 | 18 | 17 | 1 | 0  | 621 | 403 | +218 | Playoff |
|  | 2.   | Chiaravalle          | 24 | 18 | 12 | 0 | 6  | 545 | 439 | +106 | Playoff |
|  | 3.   | Marconi Jumpers (-3) | 23 | 18 | 13 | 0 | 5  | 538 | 402 | +136 |         |
|  | 4.   | Euromed Mugello      | 23 | 18 | 11 | 1 | 6  | 512 | 400 | +112 |         |
|  | 5.   | Cellini Padova B     | 22 | 18 | 11 | 0 | 7  | 547 | 523 | +24  |         |
|  | 6.   | Ariosto Ferrara B    | 20 | 18 | 9  | 2 | 7  | 613 | 556 | +57  |         |
|  | 7.   | Camerano             | 15 | 18 | 7  | 1 | 10 | 483 | 573 | -90  |         |
|  | 8.   | Alì Mestrino B       | 9  | 18 | 4  | 1 | 13 | 454 | 511 | -57  |         |
|  | 9.   | Grosseto (-3)        | 3  | 18 | 3  | 0 | 15 | 456 | 640 | -184 |         |
|  | 10.  | Sportinsieme (-3)    | -3 | 18 | 0  | 0 | 18 | 325 | 647 | -322 |         |

## Girone D
Fonte: sito ufficiale FIGH
|  | Pos. | Squadra             | Pt | G  | V  | N | S  | GF  | GS  | D    | Note    |
|  | ---- | ------------------- | -- | -- | -- | - | -- | --- | --- | ---- | ------- |
|  | 1.   | HF Teramo           | 27 | 14 | 13 | 1 | 0  | 445 | 329 | +116 | Playoff |
|  | 2.   | Aretusa             | 24 | 14 | 12 | 0 | 2  | 451 | 314 | +137 | Playoff |
|  | 3.   | Flavioni            | 16 | 14 | 8  | 0 | 6  | 387 | 367 | +20  |         |
|  | 4.   | Conversano          | 14 | 14 | 7  | 0 | 7  | 373 | 350 | +23  |         |
|  | 5.   | Erice B             | 9  | 14 | 4  | 1 | 9  | 331 | 403 | -72  |         |
|  | 6.   | Halikada-Gattopardo | 8  | 14 | 4  | 0 | 10 | 310 | 362 | -52  |         |
|  | 7.   | Fidaleo Fondi       | 7  | 14 | 3  | 1 | 10 | 381 | 452 | -71  |         |
|  | 8.   | PDO                 | 7  | 14 | 3  | 1 | 10 | 296 | 397 | -101 |         |

## Playoff

### Formula
I playoff si sono tenuti in sede unica al Centro Tecnico federale di Chieti, dal 4 all'8 maggio 2022. 
Le squadre vengono suddivise in due gironi all’italiana a quattro squadre ciascuno, con successive semifinali incrociate e finale 1º-2º posto. Il sorteggio per il calendario delle gare è stato effettuato il 27 aprile a Roma.

### Girone A

#### Risultati
| Arbitro: | Rhim, Plotegher |

|            |           |         |
| Mazzieri 9 | Marcatori | Iyamu 7 |

| Arbitro: | Dionisi, Nicolella |

|             |           |            |
| Giallongo 8 | Marcatori | Pineider 8 |

| Arbitro: | Rhim, Plotegher |

|                  |           |             |
| Knoll, Vonmetz 6 | Marcatori | De Marchi 9 |

| Arbitro: | Nicolella, Rinaldi |

|          |           |              |
| Iyamu 11 | Marcatori | Giallongo 10 |

| Arbitro: | Plotegher, Rhim |

|              |           |        |
| De Marchi 10 | Marcatori | Faig 7 |

| Arbitro: | Rhim, Rinaldi |

|               |           |         |
| Bartalucci 12 | Marcatori | Knoll 8 |

#### Classifica
|  | Pos. | Squadra     | Pt | G | V | N | S | GF | GS | D  | Note       |
|  | ---- | ----------- | -- | - | - | - | - | -- | -- | -- | ---------- |
|  | 1.   | Dossobuono  | 4  | 3 | 2 | 0 | 1 | 76 | 69 | +7 | Semifinale |
|  | 2.   | Tushe Prato | 3  | 3 | 1 | 1 | 1 | 86 | 86 | +0 | Semifinale |
|  | 3.   | Schenna     | 3  | 3 | 1 | 1 | 1 | 74 | 75 | -1 |            |
|  | 4.   | Aretusa     | 2  | 3 | 1 | 0 | 2 | 68 | 74 | -6 |            |

### Girone B

#### Risultati
| Arbitro: | Rhim, Plotegher |

|              |           |              |
| Cipolloni 11 | Marcatori | Terenziani 8 |

| Arbitro: | Dionisi, Nicolella |

|           |           |          |
| Bellini 9 | Marcatori | Haller 9 |

| Arbitro: | Della Maggiora, Nocentini |

|            |           |              |
| Habicher 7 | Marcatori | Cipolloni 13 |

| Arbitro: | Rinaldi, Nicolella |

|           |           |            |
| Palarie 8 | Marcatori | Bellini 11 |

| Arbitro: | Passeri, Rinaldi |

|              |           |           |
| Mariniello 9 | Marcatori | Bellini 7 |

| Arbitro: | Nocentini, Della Maggiora |

|               |           |             |
| Terenziani 10 | Marcatori | Habicher 11 |

#### Classifica
|  | Pos. | Squadra          | Pt | G | V | N | S | GF | GS | D   | Note       |
|  | ---- | ---------------- | -- | - | - | - | - | -- | -- | --- | ---------- |
|  | 1.   | Chiaravalle      | 4  | 3 | 2 | 0 | 1 | 72 | 64 | +8  | Semifinale |
|  | 2.   | Bruneck          | 4  | 3 | 2 | 0 | 1 | 84 | 78 | +6  | Semifinale |
|  | 3.   | Leonessa Brescia | 4  | 3 | 2 | 0 | 1 | 70 | 71 | -1  |            |
|  | 4.   | Teramo           | 0  | 3 | 0 | 0 | 3 | 72 | 85 | -13 |            |

### Semifinali
| Arbitro: | Passeri, Rinaldi |

|             |           |           |
| Mazzieri 10 | Marcatori | Aichner 6 |

| Arbitro: | Rhim, Plotegher |

|                |           |                     |
| 3 giocatrici 6 | Marcatori | Micotti, Sandroni 7 |

### Finale
| Arbitro: | Fato, Guarini |

|            |           |           |
| Aichner 10 | Marcatori | Borrini 9 |